# Muggenbrunn
Muggenbrunn est une petite station de sports d'hiver située dans le massif de la Forêt-Noire, à proximité de Todtnau, dans le Land du Bade-Wurtemberg dans le sud-ouest de l'Allemagne.

## Domaine skiable
Le domaine skiable est l'un des cinq plus vastes domaines skiables de la Forêt-Noire. Il est constitué de deux sous-domaines sur les hauteurs du village de Muggenbrunn, non reliés skis aux pieds entre eux. 
Il est possible d'accéder au sous-domaine principal, soit depuis le téléski Franzosenberg qui se situe en extrémité du domaine skiable (lequel dessert la piste la plus pentue), soit depuis le plus vaste parking aménagé au pied du difficile Köpflelift, dont la piste de montée est en dévers. Ces deux téléskis à archets permettent de rejoindre des routes enneigées, qui permettent de rejoindre, en poussant sur les bâtons, le pied du téléski sommital du Winkellift. Les pistes y sont alors plus larges et relativement plus faciles.
Le deuxième sous-domaine est aménagé sur l'autre côté de la route Todtnau-Freiburg. Les deux téléskis parallèles Wasenlift y sont modernes, et desservent des pistes larges et régulières, idéales pour les skieurs de niveau débutants. La pratique du ski nocturne y est possible sur 1,2 km de pistes, les téléskis étant alors en fonction les soirs du mercredi au samedi, de 17h à 21h30. Un fil-neige y a aussi été aménagé. 
La saison de ski peut être anticipée dès la mi-novembre, dans le cas où suffisamment de neige naturelle est présente sur les pistes.
Muggenbrunn fait partie du regroupement de stations de ski du Liftverbund Feldberg. La petite station de ski de Notschrei est située à moins d'un kilomètre de distance, en direction du Schauinsland.